# Rebecca Brown
Rebecca Brown (San Diego, 1956) é uma romancista, ensaísta, dramaturga, artista e professora catedrática norte-americana. Ela foi a primeira escritora residente na Richard Hugo House, cofundadora do Jack Straw Writers Program, e atuou como diretora criativa de literatura no Centrum em Port Townsend, Washington, de 2005 a 2009.
A obra mais conhecida de Brown é seu romance The Gifts of the Body, que ganhou o Prêmio Literário Lambda em 1994. Rebecca Brown é uma membro emérita do corpo docente do Programa de Mestrado em Belas Artes em Escrita Criativa do Goddard College em Plainfield, Vermont e também é uma artista multimídia cujo trabalho foi exibido em galerias como o Frye Art Museum.

## Primeiros anos
Brown nasceu em uma família da Marinha que se mudava com frequência; ela morou na Califórnia, Texas, Kansas e na Espanha. Ela tem um irmão e uma irmã. Ela obteve o bacharelado em inglês pela Universidade George Washington e o mestrado em escrita criativa pela Universidade da Virgínia. Depois de terminar seu MFA no início da década de 1980, ela se estabeleceu em Seattle antes de se mudar para Londres e Itália por vários anos. Ela retornou a Seattle em 1990 e está lá desde então. A mãe de Brown, Barbara Ann Wildman Brown, faleceu de câncer em 1997; a experiência de ser sua cuidadora inspirou o livro Excerpts from a Family Medical Dictionary. Seu pai, que deixou a família quando Brown era adolescente, morreu de ataque cardíaco logo após sua mãe; sua morte inspirou The End of Youth.

## Carreira
As obras de Brown incluem coleções de ensaios e contos, uma autobiografia ficcional, um bestiário moderno, um livro de memórias disfarçado de dicionário médico, um libreto para uma ópera dançante, uma peça e vários tipos de fantasia. Brown tem "uma voz singularmente reconhecível, escrevendo como ela faz em um estilo austero que combina o minimalismo de Ernest Hemingway com alguns dos ritmos encantatórios de Gertrude Stein". Ela compartilha algumas preferências pessoais com esta última.
Brown escreveu e executou sua produção solo Monstrous, um olhar sobre alguns dos monstros da literatura e como eles não se encaixam em lugar nenhum, no Northwest Film Forum em 2013. Ela também escreveu uma peça, The Toaster, que estreou no New City Theatre de Seattle em 2005, e uma ópera dançante chamada The Onion Twins para a BetterBiscuitDance Company. Em 2001, o About Face Theater em Chicago adaptou The Terrible Girls para uma peça. Nova série de contos em Los Angeles adaptou quatro histórias diferentes de The End of Youth para o palco em 2003.
Ela fez parte do corpo docente da Universidade de Washington Bothell, Evergreen State College e Goddard College e deu aulas na Escola Jack Kerouac da Universidade Naropa e na Universidade Luterana do Pacífico. Além da Hugo House, Brown também fez residências em Yaddo, Hawthornden Castle, MacDowell, Centrum, Millay Arts e Hedgebrook.

## Vida pessoal
Brown mora em Capitol Hill, Seattle, com sua esposa Chris Galloway e seus gatos. Ela é católica romana praticante desde 2012.

## Prêmios e indicações
Em 2005, ela recebeu o prêmio Stranger Genius e uma bolsa de cinco mil dólares.
| Ano  | Livro                                     | Prêmio                                 | Categoria                                                                                         | Resultado | Ref          |
| ---- | ----------------------------------------- | -------------------------------------- | ------------------------------------------------------------------------------------------------- | --------- | ------------ |
| 1994 | The Gifts of the Body                     | Prêmio Literário Lambda                | Fundação Literária Lambda                                                                         | Venceu    | [ 21 ]       |
| 1995 | The Gifts of the Body                     | Prêmio Pacific Northwest Booksellers   | Associação Pacific Northwest Booksellers                                                          | Venceu    | [ 22 ]       |
| 1995 | The Gifts of the Body                     | Prêmio Governo Estadual de Washington  | Governo de Washington e Biblioteca Estadual de Washington                                         | Venceu    | [ 23 ]       |
| 1995 | The Gifts of the Body                     | Prêmio Boston Book Review              | Boston Review                                                                                     | Venceu    | [ 21 ]       |
| 2003 | Excerpts From A Family Medical Dictionary | Prêmio Livraria Estadual de Washington | Washington Center for the Book, Biblioteca Estadual de Washigton, e Biblioteca Pública de Seattle | Venceu    | [ 24 ] [ 4 ] |
| 1998 | The Dogs: A Modern Bestiary               | Prêmio Literário Lambda                | Fundação Literária Lambda                                                                         | Indicado  | [ 21 ]       |
| 2007 | The Last Time I Saw You                   | Prêmio Ferro-Grumley                   | Publishing Triangle                                                                               | Indicado  | [ 21 ]       |
| 2010 | American Romances                         | Prêmio Judy Grahn                      | Publishing Triangle                                                                               | Venceu    | [ 25 ]       |

## Obras publicadas
- The Evolution of Darkness and Other Stories (brochura) (em inglês). [S.l.]: Brilliance Books. 1984. 185 páginas. ISBN 978-0946189854.
- The Haunted House (livro de capa dura) (em inglês). [S.l.]: Picador Books. 1986. 140 páginas. ISBN 978-0330291750.[a]
- The Children's Crusade (brochura) (em inglês). [S.l.]: Pan Books. 1989. 119 páginas. ISBN 978-0330305297.[b]
- The Terrible Girls (livro de capa dura) (em inglês). [S.l.]: Picador Books. 1990. 125 páginas. ISBN 978-0330314794.[c]
- Annie Oakley's Girl (brochura) (em inglês). [S.l.]: City Lights Publishers. 1993. 154 páginas. ISBN 978-0872862791.[d]
- The Gifts of the Body (brochura) (em inglês). [S.l.]: HarperCollins. 1995. 176 páginas. ISBN 978-0060926533.[e]
- What Keeps Me Here (livro de capa dura) (em inglês). [S.l.]: HarperCollins. 1996. 136 páginas. ISBN 978-0060174408.[f]
- The Dogs: A Modern Bestiary (brochura) (em inglês). [S.l.]: City Lights Publishers. 2001. 166 páginas. ISBN 978-0872863446.[g]
- Excerpts from a Family Medical Dictionary (brochura) (em inglês). [S.l.]: University of Wisconsin Press. 2001. 113 páginas. ISBN 978-0299189709.[h]
- The End of Youth (brochura) (em inglês). [S.l.]: City Lights Publishers. 2003. 123 páginas. ISBN 978-0872864184.[i]
- The Last Time I Saw You (brochura) (em inglês). [S.l.]: City Lights Publishers. 2006. 97 páginas. ISBN 978-0872864474.[j]
- American Romances (brochura) (em inglês). [S.l.]: City Lights Publishers. 2009. 162 páginas. ISBN 978-0872864986.[k]
- Not Heaven, Somewhere Else (brochura) (em inglês). [S.l.]: Tarpaulin Sky Press. 2018. 76 páginas. ISBN 978-1939460189.[l]